# Санта Муэрте
Са́нта Муэ́рте (исп. Santa Muerte — Святая Смерть) — современный религиозный культ, распространённый в Мексике и США и заключающийся в поклонении одноимённому божеству, персонифицирующему смерть. Разновидность современной танатолатрии.

## Истоки возникновения

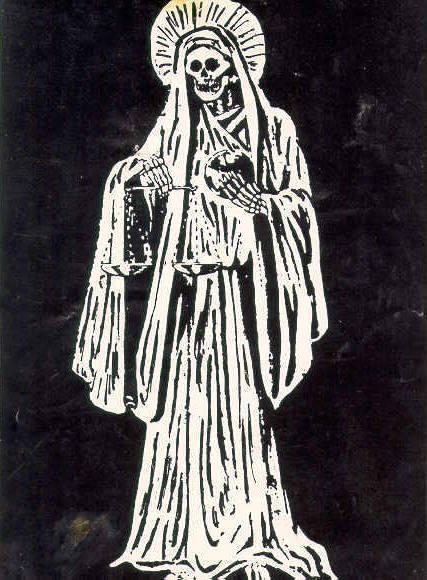
Санта Муэрте Бланка (Белая Святая Смерть)

Культ Санта Муэрте является синкретическим и происходит из смешения элементов культа индейцев Мексики (главным образом ацтеков и майя) с католицизмом. Для мексиканцев поклонение божествам смерти в немалой степени традиционно, о чём свидетельствует широкое распространение празднования особых «Дней Мёртвых» среди католического населения страны, однако лишь среди приверженцев культа в настоящее время распространено собственно почитание Смерти как божества. Первые упоминания о культе относятся ещё к XVII столетию.

## Суть веры
Поклонники Санта Муэрте считают, что молитвы, обращённые к Смерти, способны дойти до «адресата», и что она способна исполнять желания. С этой целью устраиваются особые часовни, воздвигаются статуи божества (представляемого обычно как одетый в яркое платье женский скелет) и совершаются жертвоприношения (наиболее часто Смерти преподносятся алкогольные напитки, сигары и шоколад, однако в последнее время Смерти преподносится пища и напитки). Наиболее фанатичные представители культа иногда совершают ритуальные убийства в честь Санта Муэрте, однако они не носят систематического характера. Привлекательным для населения бедных кварталов Мехико (Тепито), составляющих основную массу последователей культа, является утверждение о равенстве перед Санта Муэрте всех людей, в том числе находящихся не в ладах с законом. Вопреки обвинениям католических священников, подтверждённой информации о том, что прихожане Санта Муэрте занимаются чёрной магией, нет.

## Организация
Часть представителей культа объединяет так называемая Традиционалистская католическая церковь Мексики и США. Первый приход этой организации появился в 1999 году. Церковь официально зарегистрирована правительством Мексики в 2003 году, однако через два года эта регистрация была отменена, поскольку в представленном для регистрации уставе не было упомянуто, что церковь будет поклоняться Санта-Муэрте. 
Основатель церкви Давид Ромо (исп. David Romo Guillén)
родился в 1959 году в Мексике и вырос в католической семье. В молодости служил в мексиканских ВВС, был назначен католическим священником. В 1980-е годы был директором миссионеров Святого Сердца и Святого Филиппа Иисуса (Missionaries Misioneros del Sagrado Corazón y San Felipe de Jesús). В 1999 году основал Традиционалистскую католическую церковь Мексики и США и сразу объявил себя «архиепископом Церкви». В 2002 году основал Национальное Святилище Санта-Муэрте. Каждое воскресенье Ромо проводил мессы. Разрабатывал планы по расширению влияния церкви , намеревался создать семинарии, которая могла бы обучать священников философии и языкам. Однако в 2011 году Ромо был арестован по обвинению в торговле наркотиками, похищении людей, грабеже и отмывании денег. Он и несколько его последователей были приговорены к 66 годам тюрьмы и выплате штрафа в 153 тысячи песо.

## Отношения с властями и другими конфессиями
Культ преследуется властями Мексики как сатанинский, однако сами последователи Санта Муэрте отрицают связь своего божества с дьяволом. Против представителей культа периодически проводятся репрессии, в частности, практикуется снос часовен, посвящённых Смерти.

Католическая церковь также выступает против культа, настаивая на отсутствии связи между Санта Муэрте и христианством. Тем не менее, количество последователей Святой Смерти продолжает неуклонно расти.

## Распространение за пределами Мексики
Помимо Мексики, культ нашёл распространение в США среди латиноамериканской диаспоры и даже в рядах населения англосаксонского происхождения.

### Культ Святой Смерти в США
Культ Святой Смерти был основан в США в 2005 году благодаря иммигрантам из Мексики и Центральной Америки. По оценке Чесната, к 2012 году культ насчитывал в США уже тысячи последователей. Наиболее культ заметен в густонаселённых городах — Нью-Йорке, Чикаго, Хьюстоне, Сан-Антонио, Тусоне и Лос-Анджелесе, также культ встречается в небольших латиноамериканских общинах, как в Ричмонде, штат Виргиния. В одном Лос-Анджелесе насчитывается пятнадцать религиозных групп, в том числе Храм Святой Смерти.
В некоторых областях (Северная Калифорния и Новый Орлеан) культ вышел за пределы латиноамериканских общин. Например, Церковь святейшей смерти вечного паломничества (Santisima Muerte Chapel of Perpetual Pilgrimage) основана американкой датского происхождения, Новоорлеанская церковь святейшей смерти (New Orleans Chapel of the Santisima Muerte) была основана в 2012 году приверженцами европейско-американского происхождения.